# Іпсилон2 Центавра
Іпсилон2 Центавра (Upsilon2 Centauri, υ2 Centauri) — подвійна зоряна система  в сузір'ї Центавра. Її видно неозброєним оком з видимою зоряною величиною +4,33.  Зоря розташована приблизно на 1300 світлових років від Сонця.
Це однолінійна спектроскопічна подвійна зоряна система з орбітальним періодом 207,357 днів і ексцентриситетом 0,55.  Основний компонент має спектр розвиненого гіганта F-типу / яскравого гіганта із зоряною класифікацією F7 II/III.  Її вік становить близько 46 млн років. Маса в 6,9 разів перевищує масу Сонця. Зірка випромінює свою фотосферу в 3919 разів більше, ніж Сонце, при ефективній температурі 6495 К. 